# Комитетская улица (Королёв)
Комитетская улица — улица в городе Королёв.

## История
Застройка улицы началась в 1965 году.
На доме 1/19 установлена мемориальная доска Герою Советского Союза генерал-майору танковых войск Дубовому Ивану Васильевичу (1900—1981).

## Трасса
Улица Комитетская начинается от улицы Грабина и заканчивается у Болшевского шоссе. Одна из сторон улицы выходит на Акуловский водоканал и гаражный кооператив . Общественный транспорт не ходит.

## Организации

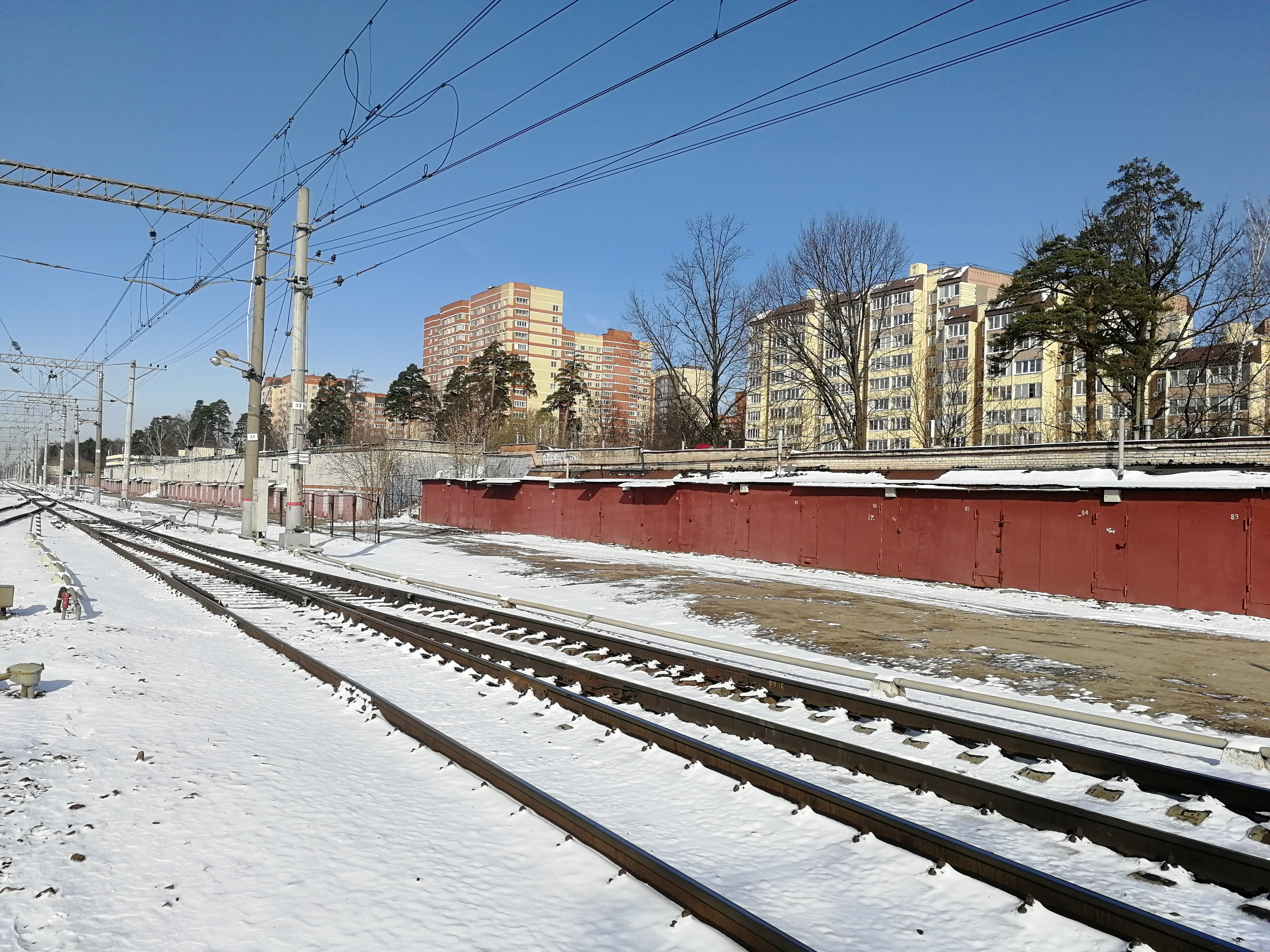
Гаражный кооператив "Аэлита" (относится к дому 4)

- дом 1/19: Мемориальная доска Дубовому И. В. (1900—1981), Дом, где жил Герой Советского Союза И. В. Дубовой, Территориальное отделение № 5 «Жилкомплекс», Паспортный стол ТО № 5, Пожарный гидрант № 0028 (K100, K125, K150, L10), Агентство недвижимости «Мир»
- дом 2а: Гаражно-строительный кооператив «Сигнал-1», Гаражно-строительный кооператив «Водоканалец»
- дом 2: Детский стадион «Вымпел»